# Informatikkaufmann
Der Informatikkaufmann ist ein staatlich anerkannter Ausbildungsberuf in Deutschland.  Eine mögliche englische Berufsbezeichnung ist IT Management Assistant. Das Berufsbild des Informatikkaufmanns in Deutschland wurde ursprünglich am 11. Juli 1997 zusammen mit den drei weiteren IT-Ausbildungsberufen Fachinformatiker, IT-Systemkaufmann und IT-Systemelektroniker in der Verordnung über die Berufsausbildung im Bereich der Informations- und Telekommunikationstechnik eingeführt. 2020 wurde der Beruf vom Kaufmann für Digitalisierungsmanagement abgelöst.
Informatikkaufleute arbeiten in Projekten zur Planung, Anpassung und Einführung von Systemen der Informations- und Telekommunikationstechnik (IT). Schwerpunkt der Projekte sind kaufmännische Gesichtspunkte, wie z. B. eine Kosten-Nutzen-Analyse neuer Computer oder Netzwerkerweiterungen. Sie beraten und unterstützen die Mitarbeiter beim Einsatz der Systeme für die Abwicklung betrieblicher Fachaufgaben und sind für die Systemverwaltung (Netzwerkadministration, Datenbankverwaltung) zuständig.
Informatikkaufleute arbeiten im Wesentlichen bei den Kunden von Softwareanbietern in Industrie, Handel, Banken, Versicherungen oder Krankenhäusern. Dabei sind sie Mittler und Verbindungsglied zwischen den Anforderungen der Fachabteilungen und der Realisierung von IT-Systemen.

## Aufgabenprofil
Informatikkaufleute ermitteln, welche Lösungen gebraucht werden, und sprechen dann mit ihren Ansprechpartnern bei Hard- und Softwareherstellern, typischerweise den IT-Systemkaufleuten.
Ihre Aufgaben sind im Wesentlichen:
- Geschäftsprozesse im Hinblick auf den Einsatz von IT-Systemen zu analysieren,
- Einsatzmöglichkeiten von IT-Systemen zu beraten,
- IT-Projekte zu planen, durchzuführen und zu kontrollieren,
- Anforderungsprofile und Pflichtenhefte zu entwickeln,
- den IT-Bedarf zu ermitteln,
- neue IT-Systeme zu beschaffen und einzuführen,
- Anwendungslösungen unter Beachtung fachlicher und wirtschaftlicher Aspekte zu erstellen und umzusetzen,
- IT-Systeme zu administrieren (Netzwerkadministration, Datenbankverwaltung)
- Nutzer zu beraten und zu schulen.
- Programmierung von Anwendungstools

## Ausbildung
Der Ausbildungsrahmenplan ist in neun Abschnitte gegliedert. Der erste Abschnitt enthält Inhalte, die die IT-Berufe IT-Systemkaufmann, IT-Systemtechniker, Fachinformatiker und IT-Systemelektroniker gemeinsam betreffen. Die anderen Abschnitte sind berufsspezifisch bzw. fachbereichsspezifisch orientiert.
Schwerpunkte:
1. Der Betrieb und sein Umfeld
  - Stellung, Rechtsform und Struktur von Unternehmen (betriebswirtschaftliches Recht)
  - wirtschaftliches Handeln (Wirtschafts- und Sozialkunde)
  - Berufsbildung, Arbeits- und Tarifrecht
  - Sicherheit und Gesundheitsschutz bei der Arbeit, Umweltschutz
2. Geschäftsprozesse und betriebliche Organisation
  - Managementaufgaben, Prozess-, Projekt- und Informationsmanagement
  - Betriebliche Organisation
  - Analyse, Gestaltung und Kontrolle von Geschäftsprozessen
3. Rechnungswesen und Controlling
  - Kostenarten-, Kostenstellen- und Kostenträgerrechnung (Kosten- und Leistungsrechnung)
  - Finanzbuchführung
  - Groß- und Einzelhandelskalkulation
  - Berechnung von Rentabilität, Liquidität und Verschuldung
  - Statistik
  - Plan- und Prozesskostenrechnung
4. Markt- und Kundenbeziehungen (Marketing)
  - Marketing-Mix (u. a. Produktlebenszyklus, Produktportfolio)
  - Kundenberatung, Angebots- und Vertragsgestaltung
  - Beschaffung von Fremdleistungen, Bedarfsmarketing
5. Einfache IT-Systeme
  - Systemarchitektur, Hardware und Betriebssysteme
  - Software
  - Programmiertechniken (Erstellen von Struktogrammen und Programmablaufplänen)
  - Datenschutz und Urheberrecht
  - Installieren und Konfigurieren von Hard- und Software, Systempflege
6. Vernetzte IT-Systeme
  - Netzwerktopologien, Übertragungsmedien und Zugriffsverfahren
  - lokale und öffentliche Netze; Funknetz
  - Datenübertragung in Netzen, Übertragungsprotokolle, OSI-Schichtenmodell
  - Netzwerkplanung
7. Arbeitsorganisation und Arbeitstechniken
8. Informieren und Kommunizieren, Planen und Organisieren, Teamarbeit
  - IT-Produkte und Märkte, Einsatzfelder und Entwicklungstrends
  - Branchenspezifische Leistungen
  - Rahmenbedingungen für IT-Technik
9. Projektarbeit
  - Ist- und Anforderungsanalyse, Analyse von Ergonomie-Anwendungsproblemen
  - Konzeption und Projektvorbereitung,
  - Netzplan- und Problemlösungstechnik (u. a. Brainstorming)
  - Erstellen von Pflichtenheften
  - Kommunikation
  - Projektdurchführung
  - Dokumentation und Präsentation
10. Beschaffung und Bereitstellen von Systemen
  - Einkauf, Auftragsabwicklung
  - Installation und Optimierung
  - Systemverwaltung und -pflege (z. B. Einrichten von Benutzerkonten)
  - Benutzerberatung und -unterstützung
  - Einweisen und Schulen der Mitarbeiter

Die Erstausbildung dauert drei Jahre. Umschulungen erfolgen in zwei Jahren. Eine Weiterbildung ist möglich (siehe Meister-BAFöG usw.).

## Abschlussprüfung
Die Abschlussprüfung besteht aus den Prüfungsteilen A und B.
Der Prüfungsteil A besteht aus einer betrieblichen Projektarbeit (Ausführen eines Auftrages oder eines Teilauftrages), die in höchstens 35 Stunden durchzuführen und zu dokumentieren ist. Für die Präsentation dieser Projektarbeit einschließlich eines Fachgespräches sind weitere 30 Minuten vorgesehen.
Inhaltlich kommen für die Projektarbeit insbesondere folgende Aufgaben in Betracht:
- Erstellen eines Pflichtenheftes für ein System der Informations- und Telekommunikationstechnik einschließlich der Analyse der damit verbundenen Geschäftsprozesse
- Durchführen einer Kosten-Nutzen-Analyse zur Einführung eines Systems der Informations- und Telekommunikationstechnik

Der Prüfungsteil B besteht aus zwei ganzheitlichen Aufgaben, die jeweils maximal 90 Minuten geprüft werden, sowie dem Prüfungsbereich Wirtschafts- und Sozialkunde, für den maximal 60 Minuten Zeit zur Verfügung stehen.
Für die Aufgabe I kommt insbesondere eine der folgenden Aufgaben in Betracht:
- Durchführen eines Angebotsvergleichs auf der Grundlage fachlicher und technischer Spezifikationen
- Entwickeln eines Konzeptes zur Organisation des Datenschutzes, der Datensicherheit oder der Festlegung von Zugriffsrechten

Die Aufgabe II kann insbesondere eine der folgenden Aufgaben beinhalten:
- Bewerten eines Systems der Informations- und Telekommunikationstechnik
- Entwerfen eines Datenmodells für ein Anwendungsbeispiel
- benutzergerechtes Aufbereiten technischer Unterlagen
- Vorbereiten einer Benutzerberatung unter Berücksichtigung auftragsspezifischer Wünsche anhand eines praktischen Falles